# Mantispa navasi
Mantispa navasi är en insektsart som beskrevs av Eduard Handschin 1960. Mantispa navasi ingår i släktet Mantispa och familjen fångsländor. Inga underarter finns listade i Catalogue of Life.